# Öttusa a 2014. évi nyári ifjúsági olimpiai játékokon
A 2014. évi nyári ifjúsági olimpiai játékokon az öttusa versenyeinek Nankingban a Nankingi Olimpiai Sportközpont adott otthont augusztus 22. és 26. között. A fiúknál és a lányoknál is rendeznek egyéni versenyt, valamint egy vegyes váltó versenyszám is volt.
Sportágak
A nyári ifjúsági olimpiai játékokon az öttusa versenyszámai között az öttusa sportágaiból öt helyett négy szerepelt: vívás, úszás, futás és sportlövészet. A lovaglás nem szerepelt a programban. A futást és a sportlövészetet egyidőben, kombinálva rendezték.
- vívás
- úszás (200 méteres gyorsúszás)
- futás és sportlövészet egyben

## Naptár
Az időpontok helyi idő szerint (UTC+8) értendők.
| Dátum         | Időpont | Versenyszám                           |
| ------------- | ------- | ------------------------------------- |
| Augusztus 22. | 10:00   | Lány vívás (körmérkőzés)              |
| Augusztus 22. | 14:00   | Fiú vívás (körmérkőzés)               |
| Augusztus 23. | 14:30   | Lány úszás                            |
| Augusztus 23. | 16:00   | Lány vívás (Ladder-rendszer)          |
| Augusztus 23. | 17:30   | Lány lövészet/futás                   |
| Augusztus 24. | 14:30   | Fiú úszás                             |
| Augusztus 24. | 16:00   | Fiú vívás (Ladder-rendszer)           |
| Augusztus 24. | 17:30   | Fiú lövészet/futás                    |
| Augusztus 26. | 08:30   | Vegyes csapat vívás (körmérkőzés)     |
| Augusztus 26. | 13:30   | Vegyes csapat úszás                   |
| Augusztus 26. | 15:00   | Vegyes csapat vívás (Ladder-rendszer) |
| Augusztus 26. | 17:30   | Vegyes csapat lövészet/futás          |

## Éremtáblázat
(A táblázatban Magyarország és a rendező nemzet eltérő háttérszínnel, az egyes számoszlopok legmagasabb értékei vastagítással kiemelve.)
| A 2014. évi nyári ifjúsági olimpiai játékok éremtáblázata öttusában | A 2014. évi nyári ifjúsági olimpiai játékok éremtáblázata öttusában | A 2014. évi nyári ifjúsági olimpiai játékok éremtáblázata öttusában | A 2014. évi nyári ifjúsági olimpiai játékok éremtáblázata öttusában | A 2014. évi nyári ifjúsági olimpiai játékok éremtáblázata öttusában | Olimpia  |
| ------------------------------------------------------------------- | ------------------------------------------------------------------- | ------------------------------------------------------------------- | ------------------------------------------------------------------- | ------------------------------------------------------------------- | -------- |
|                                                                     | Ország                                                              | Arany                                                               | Ezüst                                                               | Bronz                                                               | Összesen |
| –                                                                   | Nemzetek vegyes részvételei (MIX)                                   | 1                                                                   | 1                                                                   | 1                                                                   | 3        |
| 1.                                                                  | Kína (CHN)                                                          | 1                                                                   | 0                                                                   | 0                                                                   | 1        |
| 1.                                                                  | Oroszország (RUS)                                                   | 1                                                                   | 0                                                                   | 0                                                                   | 1        |
|                                                                     |                                                                     |                                                                     |                                                                     |                                                                     |          |
| 3.                                                                  | Magyarország (HUN)                                                  | 0                                                                   | 1                                                                   | 0                                                                   | 1        |
| 3.                                                                  | Nagy-Britannia (GBR)                                                | 0                                                                   | 1                                                                   | 0                                                                   | 1        |
|                                                                     |                                                                     |                                                                     |                                                                     |                                                                     |          |
| 5.                                                                  | Litvánia (LTU)                                                      | 0                                                                   | 0                                                                   | 1                                                                   | 1        |
| 5.                                                                  | Németország (GER)                                                   | 0                                                                   | 0                                                                   | 1                                                                   | 1        |
|                                                                     |                                                                     |                                                                     |                                                                     |                                                                     |          |
| Összesen                                                            | Összesen                                                            | 3                                                                   | 3                                                                   | 3                                                                   | 9        |

## Érmesek
| Versenyszám  | Arany                                                                                          | Ezüst                                                                                          | Bronz                                                                                  |
| ------------ | ---------------------------------------------------------------------------------------------- | ---------------------------------------------------------------------------------------------- | -------------------------------------------------------------------------------------- |
| Fiú, egyéni  | Aleksandr Lifanov · Oroszország (RUS)                                                          | Regős Gergely · Magyarország (HUN)                                                             | Dovydas Vaivada · Litvánia (LTU)                                                       |
| Lány, egyéni | Zhong Xiuting · Kína (CHN)                                                                     | Francesca Summers · Nagy-Britannia (GBR)                                                       | Anna Matthes · Németország (GER)                                                       |
| Vegyes váltó | Vegyes csapat 13 · Maria Migueis Teixeira · Portugália (POR) · Anton Kuznetsov · Ukrajna (UKR) | Vegyes csapat 9 · Zs. Tóth Anna · Magyarország (HUN) · Ricardo Yamil Vera Reyes · Mexikó (MEX) | Vegyes csapat 10 · Aurora Tognetti · Olaszország (ITA) · Park Gilung · Dél-Korea (KOR) |